# Сане, Сулейман
Сулейма́н Сане́ (фр. Souleymane Sané; род. 26 февраля 1961, Дакар) — сенегальский футболист, игравший на позиции нападающего.

## Карьера
В возрасте трёх лет Сане и его родители переехали из Сенегала во Францию. Первым клубом Сулеймана стал «Бланьяк». В 1982 году Сане в составе французской армии попал в Германию, где начал играть за «Донауэшинген». В сезоне 1983/84 он отправился в аренду в «Бланьяк».
В 1985 году Сане перешёл во «Фрайбург». В сезоне 1987/88 он стал лучшим бомбардиром второй Бундеслиги с 21 голом. В 1988 году Сане стал игроком «Нюрнберга» за 680 тысяч марок. 23 июля 1988 года Сулейман дебютировал в первой Бундеслиге в матче против «Санкт-Паули» (1:0). В сезоне 1988/89 Сане дважды вышел на поле в играх Кубка УЕФА и забил гол в ворота «Ромы» (2:1).
В 1990 году Сане отправился в только что вышедший в Бундеслигу «Ваттеншайд 09». С 39 голами Сулейман является лучшим бомбардиром клуба в Бундеслиге за всю историю. После вылета клуба во вторую Бундеслигу в 1994 году Сане перешёл в «Тироль». В составе австрийского клуба сенегалец стал лучшим бомбардиром чемпионата в сезоне 1994/95 с 20 голами. Позже он играл за швейцарские клубы «Лозанна» и «Шаффхаузен», за австрийский клуб ЛАСК, возвращался в «Ваттеншайд 09» и выступал за любительские клубы «Рот-Вайсс» из Ляйте и «Шварц-Вайсс» из Зюдфельдмарка.
С июня 2008 года по 2011 год Сане руководил сборной Занзибара. В сезоне 2009/10 Сане был играющим тренером любительского клуба «Ваттеншайд» из Крайслиги.

## Личная жизнь
Женат на Регине Вебер. Живёт в Ваттеншайде. Все дети профессионально занимаются футболом. Лерой играет в клубе «Бавария» и сборной Германии, Ким и Сиди — в системе «Шальке 04».